# Up from the Bottom
"Up from the Bottom" é uma canção da banda norte-americana de rock Linkin Park. Foi lançada em 27 de março de 2025, como o single principal da edição deluxe do oitavo álbum de estúdio da banda, From Zero.

## Antecedentes e gravação
Após a turnê inicial de From Zero no final de 2024, a banda imediatamente entrou em estúdio para gravar novas músicas. "Up from the Bottom" começou como uma demo inicial antes de se materializar adequadamente durante as sessões de gravação no início de 2025. Uma música então sem título foi provocada durante um vídeo para a série LPTV que foi carregado no canal da banda no YouTube em 6 de março de 2025. Em 17 de março, a banda revelou oficialmente "Up from the Bottom", com lançamento previsto para 27 de março. Em uma entrevista à Billboard no iHeartRadio Music Awards antes do lançamento da faixa, o DJ da banda Joe Hahn deu muitos elogios à canção, brincando, chamando-a de "a melhor música que já fizemos". Em 27 de março, a banda lançou-a como o single principal da edição deluxe de seu oitavo álbum de estúdio, From Zero. O single foi disponibilizado no Fortnite Festival no dia do seu lançamento.

## Composição
"Up from the Bottom" foi descrita pelos analistas como uma canção dos gêneros nu metal, rap rock e pop-punk.

## Desempenho nas tabelas musicais
| Tabela musical (2025)                                   | Melhor posição |
| ------------------------------------------------------- | -------------- |
| Alemanha (Offizielle Deutsche Charts)                   | 6              |
| Austrália (Digital Tracks — ARIA)                       | 21             |
| Áustria (Ö3 Austria Top 75)                             | 7              |
| Bélgica (Ultratop 50 de Flandres)                       | 35             |
| Canadá (Canadian Hot 100)                               | 65             |
| Canadá Rock (Billboard)                                 | 9              |
| Coreia do Sul BGM (Circle)                              | 162            |
| Eslováquia (Singles Digitál Top 100)                    | 30             |
| Estados Unidos (Alternative Airplay)                    | 1              |
| Estados Unidos (Billboard Hot Rock & Alternative Songs) | 15             |
| Estados Unidos (Billboard Rock Airplay)                 | 1              |
| Estados Unidos (Bubbling Under Hot 100 Singles)         | 5              |
| Estados Unidos (Mainstream Rock Airplay)                | 1              |
| França (SNEP)                                           | 80             |
| Grécia (IFPI)                                           | 100            |
| Hungria (Single Top 40)                                 | 27             |
| Itália Airplay (FIMI)                                   | 68             |
| Itália Rock Airplay (FIMI)                              | 4              |
| Japão Hot Overseas (Billboard)                          | 13             |
| Lituânia Airplay (TopHit)                               | 40             |
| Luxemburgo (Billboard)                                  | 16             |
| Mundo (Billboard Global 200)                            | 58             |
| Noruega (VG-lista)                                      | 78             |
| Nova Zelândia Hot Singles (RMNZ)                        | 7              |
| Países Baixos (Single Top 100)                          | 82             |
| Polônia (Polish Streaming Top 100)                      | 90             |
| Portugal (AFP)                                          | 53             |
| Reino Unido (OCC UK Rock and Metal)                     | 2              |
| Reino Unido (UK Singles Chart)                          | 42             |
| República Checa (Rádio Top 100)                         | 54             |
| República Tcheca (Singles Digitál Top 100)              | 3              |
| Suécia Heatseeker (Sverigetopplistan)                   | 2              |
| Suíça (Schweizer Hitparade)                             | 13             |

## Créditos e pessoal
Linkin Park
- Emily Armstrong – vocais
- Colin Brittain – bateria
- Brad Delson – guitarra, piano
- Phoenix – baixo
- Joe Hahn – toca-discos, samples, programação
- Mike Shinoda – vocais de rap, vocais de apoio, guitarra rítmica, teclados, samples

Créditos adicionais
- Colin Brittain – co-produção
- Brad Delson – co-produção
- Mike Shinoda – produção, engenharia de gravação
- Linkin Park – composição
- Rich Costey – mixagem
- Ethan Mates – engenharia de gravação
- Emerson Mancini – masterização
- Jeff Citron – assistência de mixagem